# حوزه انتخابیه نهم کارولینای شمالی
حوزه انتخابیه نهم کارولینای شمالی یک حوزه انتخابیه مجلس نمایندگان آمریکا است که در ایالت کارولینای شمالی قرار دارد.